# Asarkina fulva
Asarkina fulva är en tvåvingeart som beskrevs av Hull 1941. Asarkina fulva ingår i släktet Asarkina och familjen blomflugor.
Artens utbredningsområde är Madagaskar. Inga underarter finns listade i Catalogue of Life.